# Замостечье
Замостечье — деревня в Ершовской волости Псковского района Псковской области России.
Расположена в 17 км к северу от центра города Пскова и в 1 км к северу от волостного центра деревни Ершово.
| 2001 | 2002 | 2010 |
| ---- | ---- | ---- |
| 17   | ↘14  | ↗27  |